# Верхний Байлар
Верхний Байлар (тат. Югары Байлар) — село в Тукаевском районе Татарстана. Входит в состав Кузкеевского сельского поселения.

## География
Находится на реке Тиргауш, в 28 км к востоку от города Набережные Челны.

## История
Основано во второй половине XIX века переселенцами из деревни Старый Байлар. В сословном отношении жители относились к башкирам-вотчинникам. Занимались земледелием, разведением скота. 
В «Списке населенных мест по сведениям 1870 года», изданном в 1877 году, населённый пункт упомянут как деревня Верхние Байляры (Новые Байляры) 5-го стана Мензелинского уезда Уфимской губернии. Располагалась при речке Секаше, по правую сторону почтового тракта из Мензелинска в Елабугу, в 28 верстах от уездного города Мензелинска и в 1 версте от становой квартиры в деревне Кузекеева (Кускеева). В деревне, в 52 дворах жили 463 человека (238 мужчин и 225 женщин, башкиры), были мечеть, училище.
В начале XX века здесь действовали мечеть, мектеб, хлебозапасный магазин, водяная мельница, бакалейная лавка. В этот период земельный надел сельской общины составлял 1398 десятин. В 1931 году в селе был организован колхоз (в начале XXI века сельскохозяйственный производственный кооператив). До 1920 года село входило в состав Кузкеевской волости Мензелинского уезда Уфимской губернии. С 1920 года в составе Мензелинского кантона ТАССР. С 10.08.1930 в Мензелинском, с 04.06.1984 в Тукаевском районах.

## Население
| 1870 | 1897 | 1906 | 1913 | 1920 | 1926 | 1938 | 1949 | 1958 | 1970 | 1979 | 1989 | 2000 |
| ---- | ---- | ---- | ---- | ---- | ---- | ---- | ---- | ---- | ---- | ---- | ---- | ---- |
| 463  | 425  | 522  | 636  | 676  | 510  | 611  | 437  | 555  | 553  | 387  | 252  | 257  |

Национальный состав села — татары.

## Экономика
Полеводство, молочное скотоводство. 

## Инфраструктура
Начальная школа, клуб, библиотека. 

## Религия
Мечеть.